# Stefan Altekamp
Stefan Altekamp (* 1959 in Ibbenbüren) ist ein deutscher Klassischer Archäologe.

## Leben
Stefan Altekamp studierte von 1979 bis 1989 Klassische Archäologie, Geschichte, Altgriechische Philologie und Erziehungswissenschaften an den Universitäten von Münster, Oxford und an der Freien Universität Berlin. Seine Dissertation schrieb er 1989 zum Thema Zu griechischer Architekturornamentik im sechsten und fünften Jahrhundert v. Chr. 1989/90 war er Reisestipendiat des Deutschen Archäologischen Instituts. Anschließend war er 1990 bis 1992 Wissenschaftlicher Mitarbeiter an der Abteilung Rom des Deutschen Archäologischen Instituts. Von 1992 bis 1994 durchlief er die Bibliothekarsausbildung als Bibliotheksreferendar in Berlin und Köln. Seit 1995 ist Altekamp erst als Wissenschaftlicher Mitarbeiter am Winckelmann-Institut der Humboldt-Universität zu Berlin beschäftigt. 1998 wurde er habilitiert und erhielt den Titel Privatdozent. Von 2007 bis 2019 war er auch Angehöriger des Exzellenzclusters Topoi.
Altekamps Interessen sind weit gefächert. So forscht er zu Theorien in der Archäologie, Posthumanistischer klassischer Archäologie, Archiven der Vergangenheit, Geschichte und Rezeption der Archäologie, Archäologie und populärer Kultur, Archäologie und Politik, Archäologie und Ideologie, Archäologie und wissenschaftlicher Dokumentation, Klassischer Archäologie und literarischer Überlieferung, Archäologie des geometrischen und archaischen Griechenlands, Frühgriechischer Architektur, Vitruv, Archäologie der römischen Provinzen und der Archäologie des antiken Nordafrikas (Marokko, Algerien, Tunesien, Libyen).

## Schriften (Auswahl)
- Zu griechischer Architekturornamentik im sechsten und fünften Jahrhundert v. Chr. Exemplarische archäologische Auswertung der nicht-dorischen Blattornamentik (= Europäische Hochschulschriften Reihe 38 Archäologie, Bd. 37). Lang, Frankfurt am Main 1991, ISBN 3-631-43613-0.
- mit Paul Tiedemann: Internet für Archäologen. Eine praxisorientierte Einführung. Primus-Verlag, Darmstadt 1998, ISBN 3-89678-131-6.
- Rückkehr nach Afrika. Italienische Kolonialarchäologie in Libyen 1911–1943  (Arbeiten zur Archäologie). Böhlau, Köln, Weimar, Wien 2000, ISBN 3-412-08099-3.
- Klassische Archäologie und Nationalsozialismus. In: Jürgen Elvert, Jürgen Sikora (Hrsg.): Kulturwissenschaften und Nationalsozialismus. Steiner, Stuttgart 2008, ISBN 978-3-515-09282-1, S. 167–209 (PDF-Fassung vor Drucklegung).
- mit Mathias René Hofter, Michael Krumme (Hrsg.): Posthumanistische klassische Archäologie. Historizität und Wissenschaftlichkeit von Interessen und Methoden. Hirmer, München 2001, ISBN 3-7774-9300-7.
- mit Knut Ebeling (Hrsg.): Die Aktualität des Archäologischen in Wissenschaft, Medien und Künsten. Fischer-Taschenbuch-Verlag, Frankfurt a. M. 2004, ISBN 3-596-16177-0.
- mit Carmen Marcks-Jacobs, Peter Seiler (Hrsg.): Perspektiven der Spolienforschung 1. Spoliierung und Transposition. (= Topoi. Berlin Studies of the Ancient World Band 15). De Gruyter, Berlin/Boston 2013, ISBN 978-3-11-029105-6.
- mit Antonia Weiße, Erika Holter: Bibliotheksarchäologie. Zur Geschichte der Zweigbibliothek Klassische Archäologie der Humboldt-Universität zu Berlin. Humboldt-Universität zu Berlin, Berlin 2016 (Digitalisat).
- Classical archaeology in Nazi Germany. In: Helen Roche, Kyriakos Demetriou (Hrsg.): Fascist Italy and Nazi Germany. Brill’s companion to the classics. Brill, Leiden 2017, S. 289–324.
- Karthago. Archäologische Stadtbiographie. Walter de Gruyter, Berlin/Boston 2024, ISBN 978-3-11-133217-8.